# Церква святого Дмитра в Пятковій
Церква святого Дмитра в Пятковій — дерев'яна парафіяльна греко-католицька церква в селі Пяткова в гміні Дубецько Перемишльського повіту в Підкарпатському воєводстві на південному сході Польщі.

## Архітектура
Церква має зрубову конструкцію, тридільна, на кам'яній підмурівці. Накрита трьома куполами на восьмигранних барабанах. Довкіл опоясування, оперте на кам'яних стовпах, обштукатурених вапняним розчином. Усередині підлогу викладено у вигляді паркету з дикого каміння, у вівтарі кам'яний престол. Стіни вище опоясування і вся площа покрівлі оббиті гонтом.
Святиня в Пятковій належить до нечисленних на терені південно-східної Польщі тридільних купольних церков. Церква була ґрунтовно відремонтована в 1958–1961 роках, тепер не використовується. Пяткова лежить на так званому Шляху Дерев'яної Архітектури (pl:Szlak Architektury Drewnianej (województwo podkarpackie)), є філією Музею Народної Архітектури в Сяноку.

## Історія
На перемичці головного входу видніється напис: Передається та церква Року Божого 1732 (пол. Oddaje się tą cerkiew Roku Bożego 1732). Дату записано арабськими цифрами і кирилицею. Таку дату подають також шематизми греко-католицького духівництва. Аналіз архітектонічних ознак вказує скоріше, що це є дата ремонту або перебудови церкви, а сама конструкція збудована значно раніше.
Церква була відновлена в 1881, потім в 1958–1961 роках.
Після війни та виселення українців й операції «Вісла» церква не використовувалась, а все її обладнання пограбовано.

## Галерея

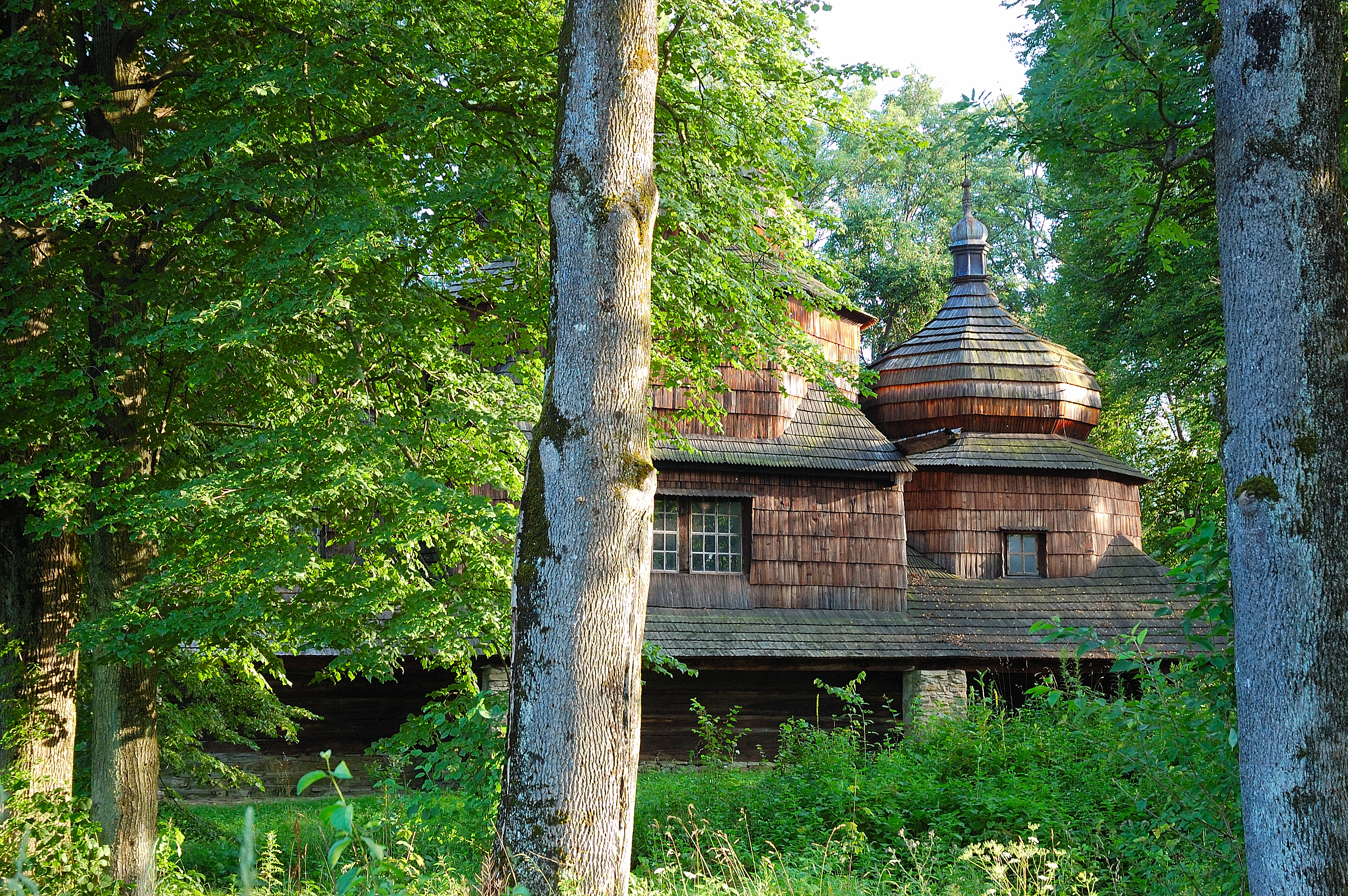
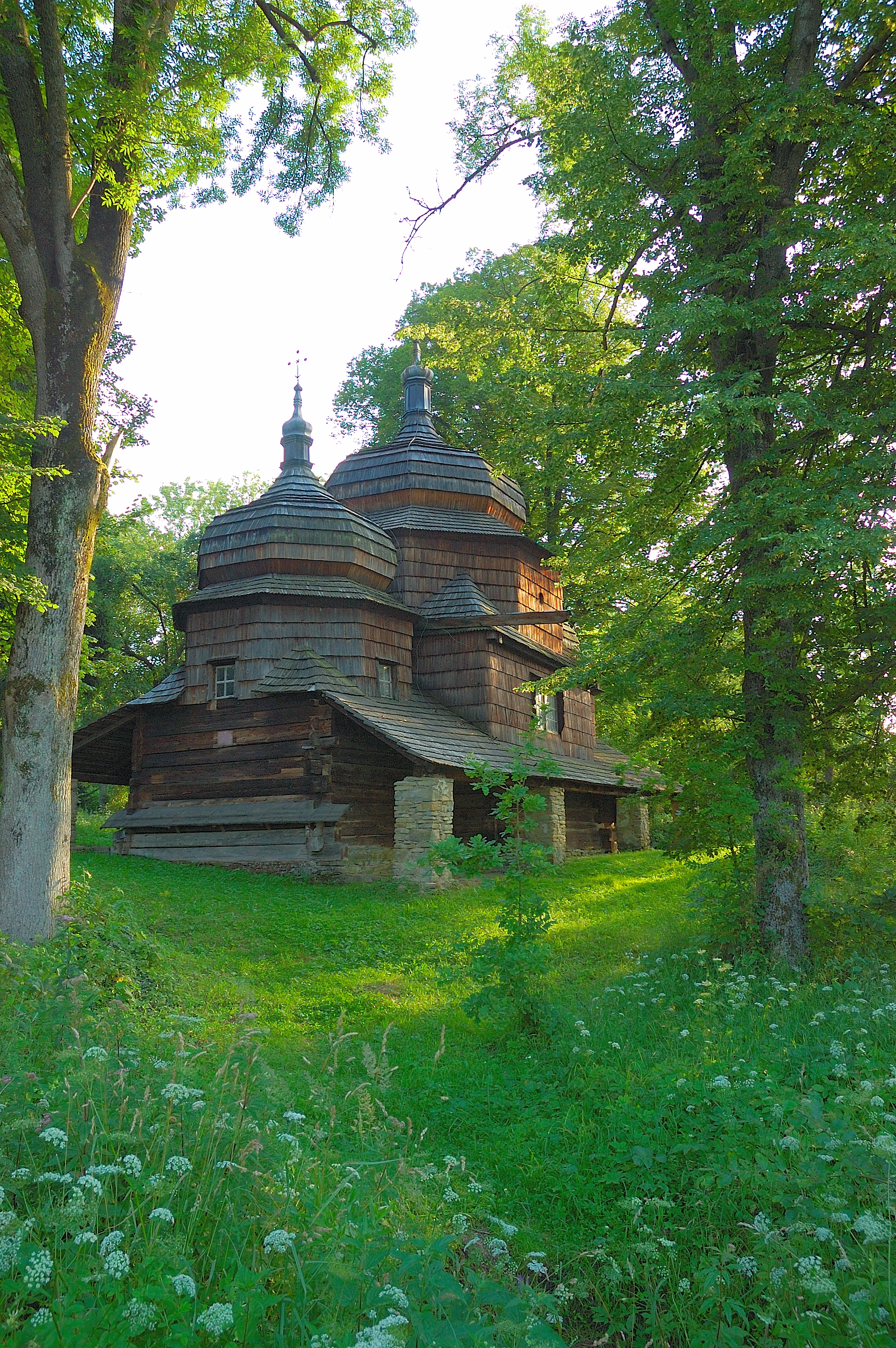
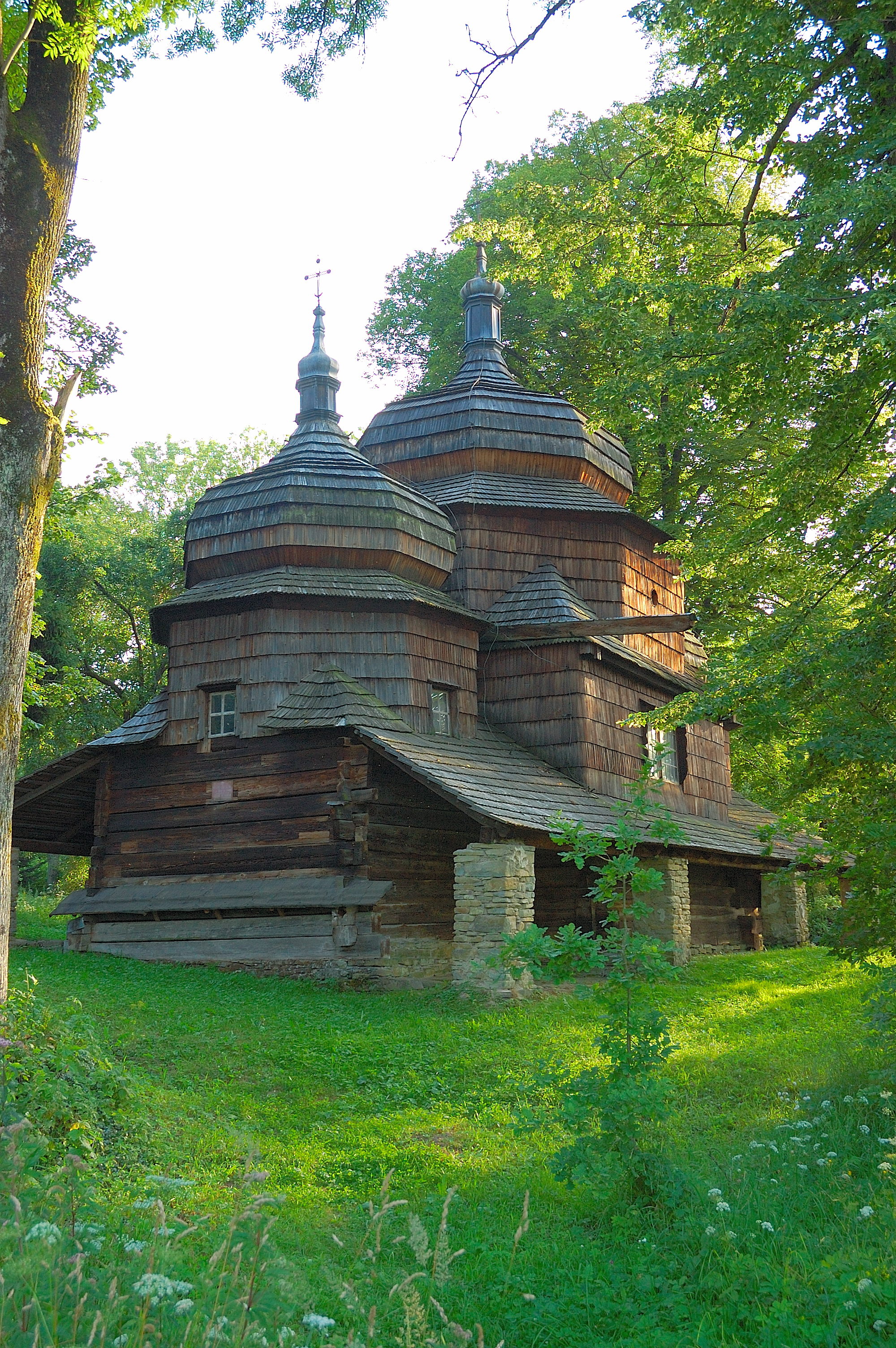
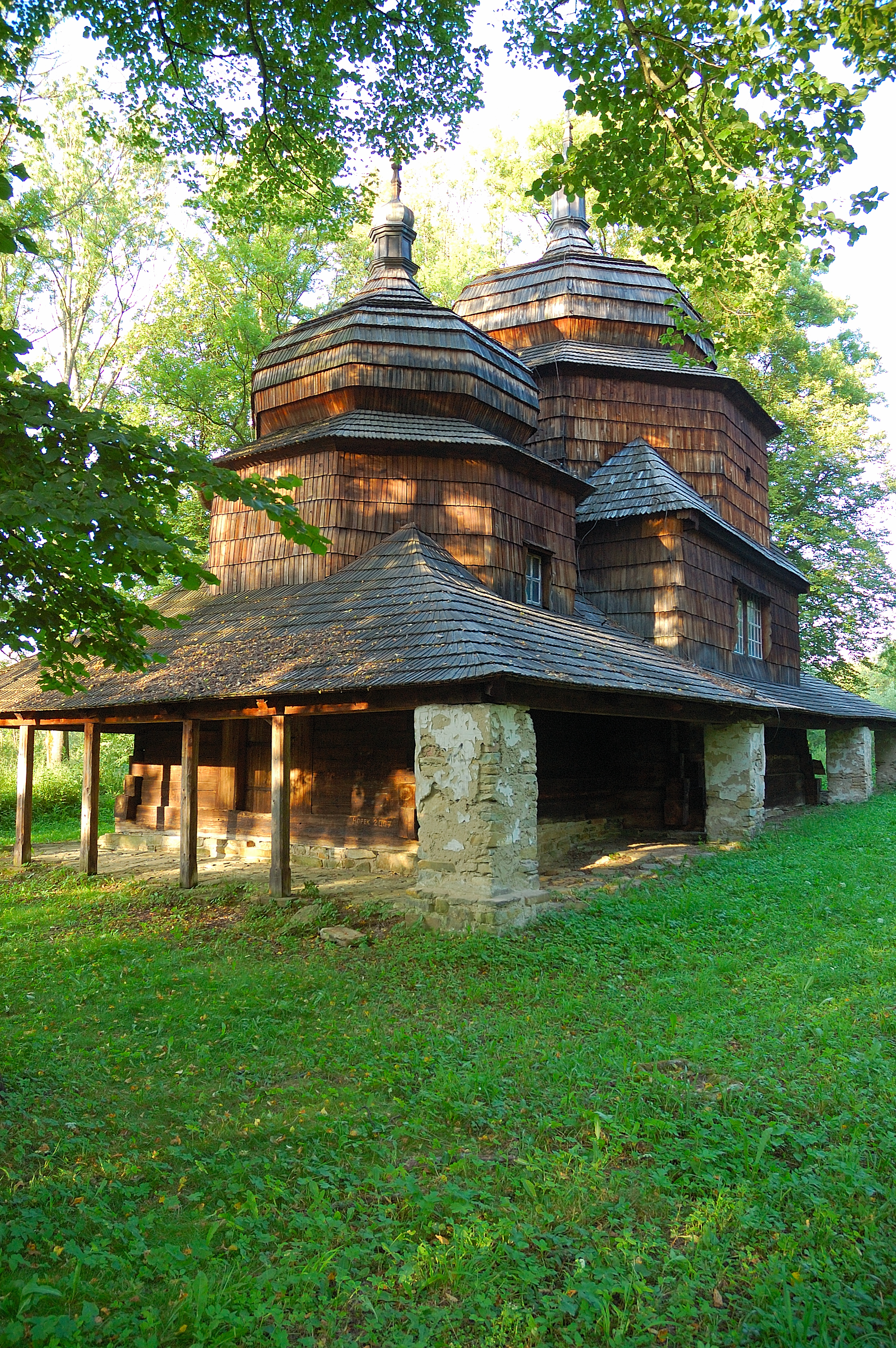
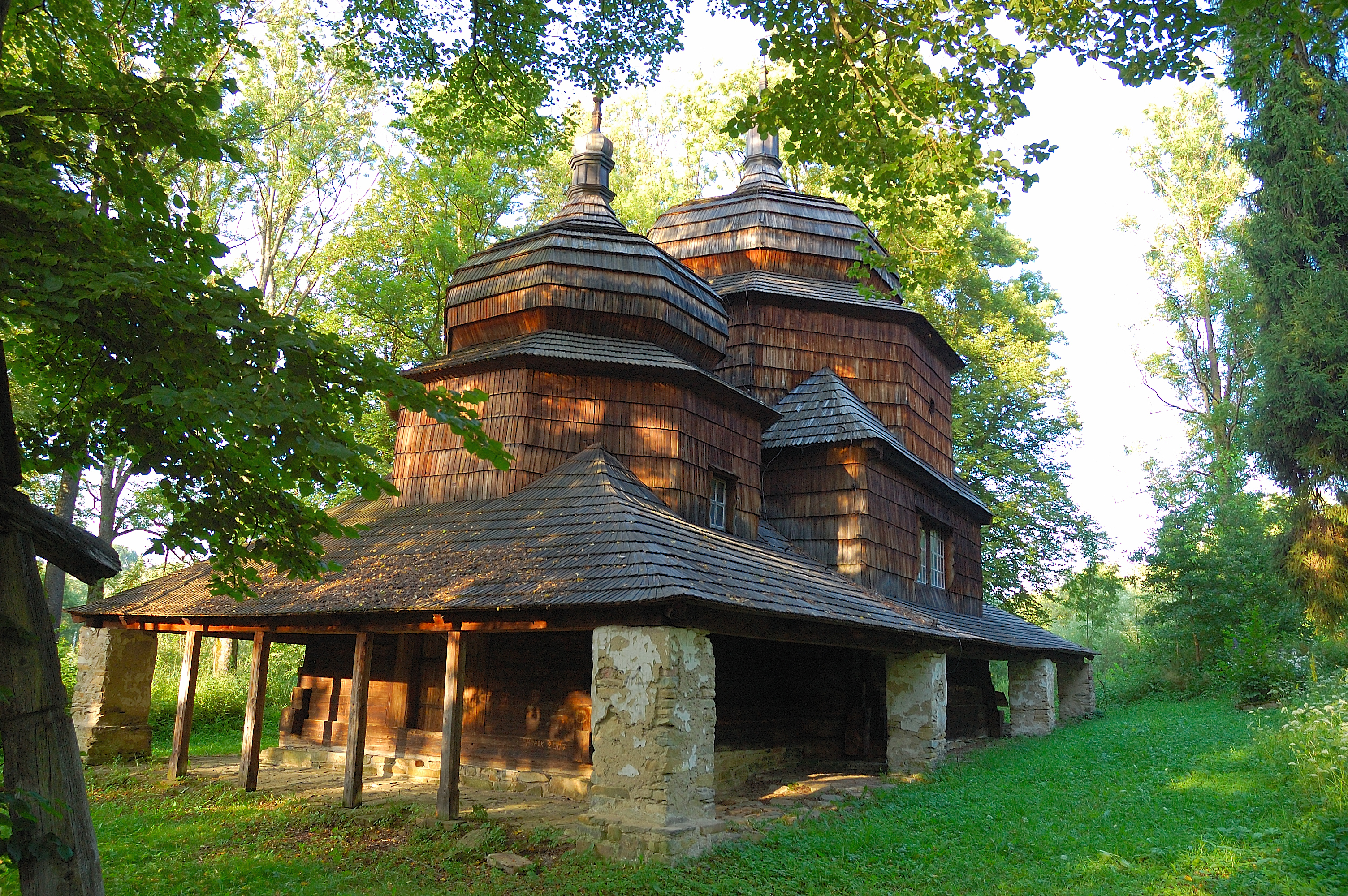
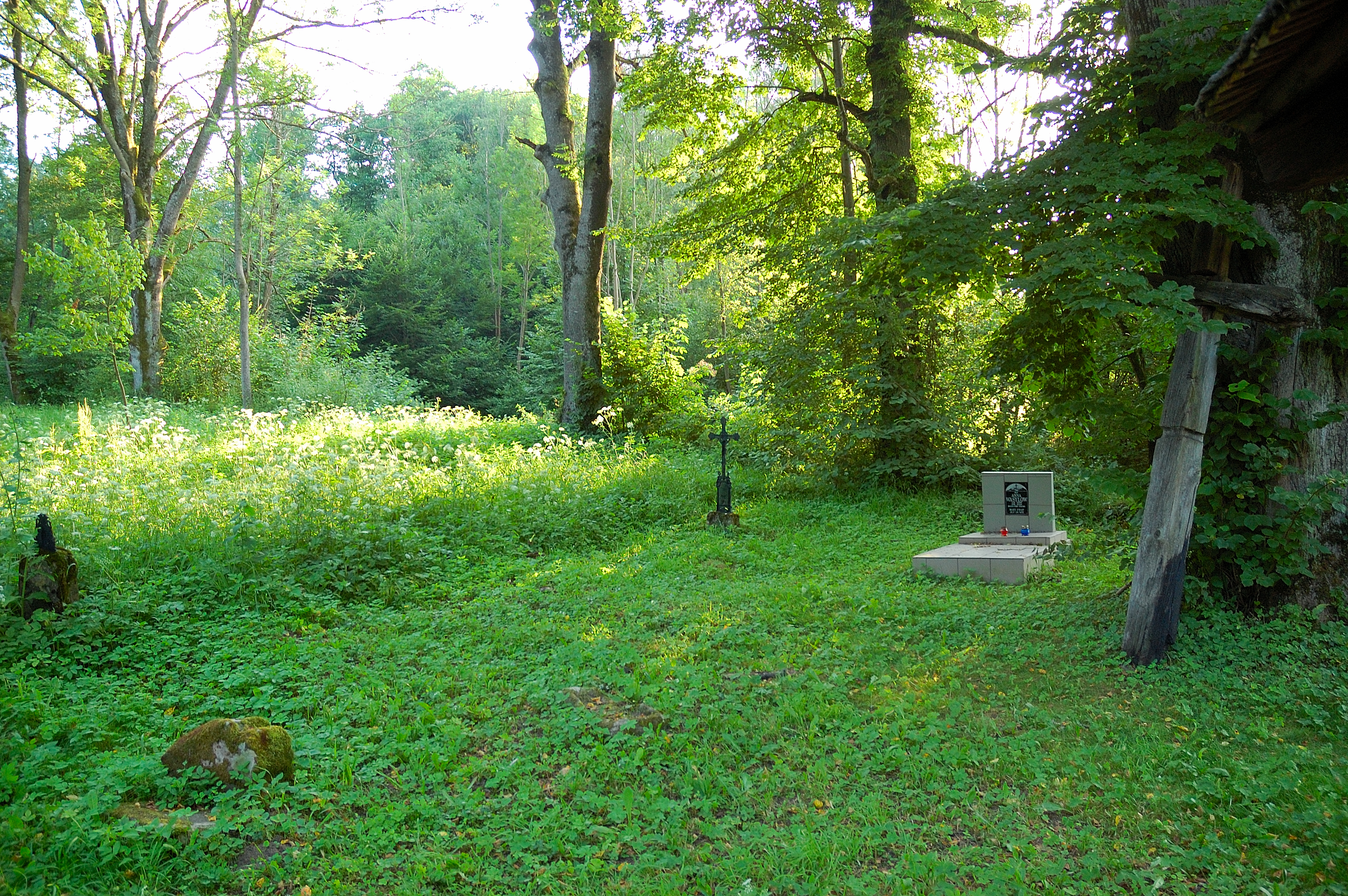
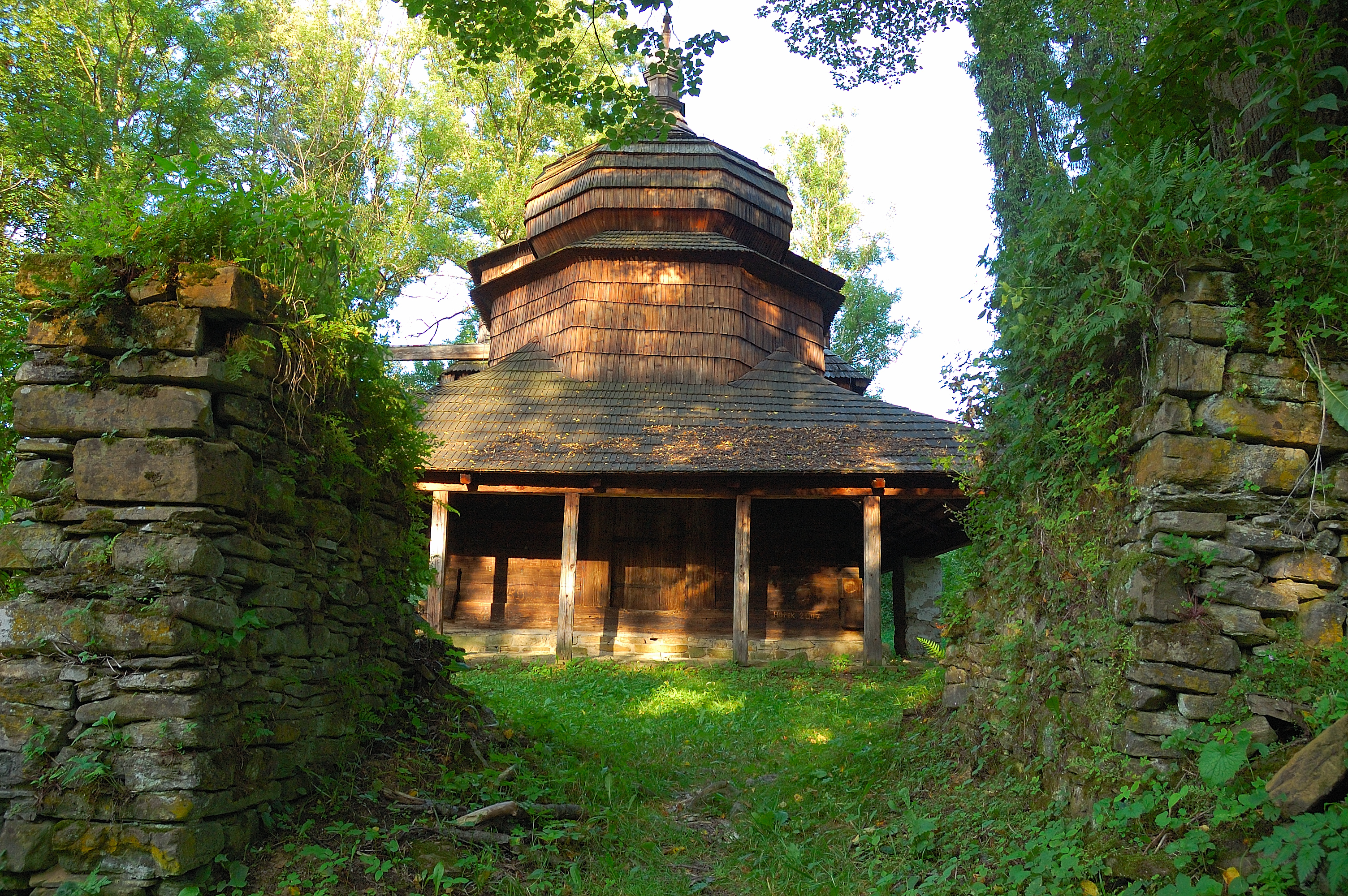
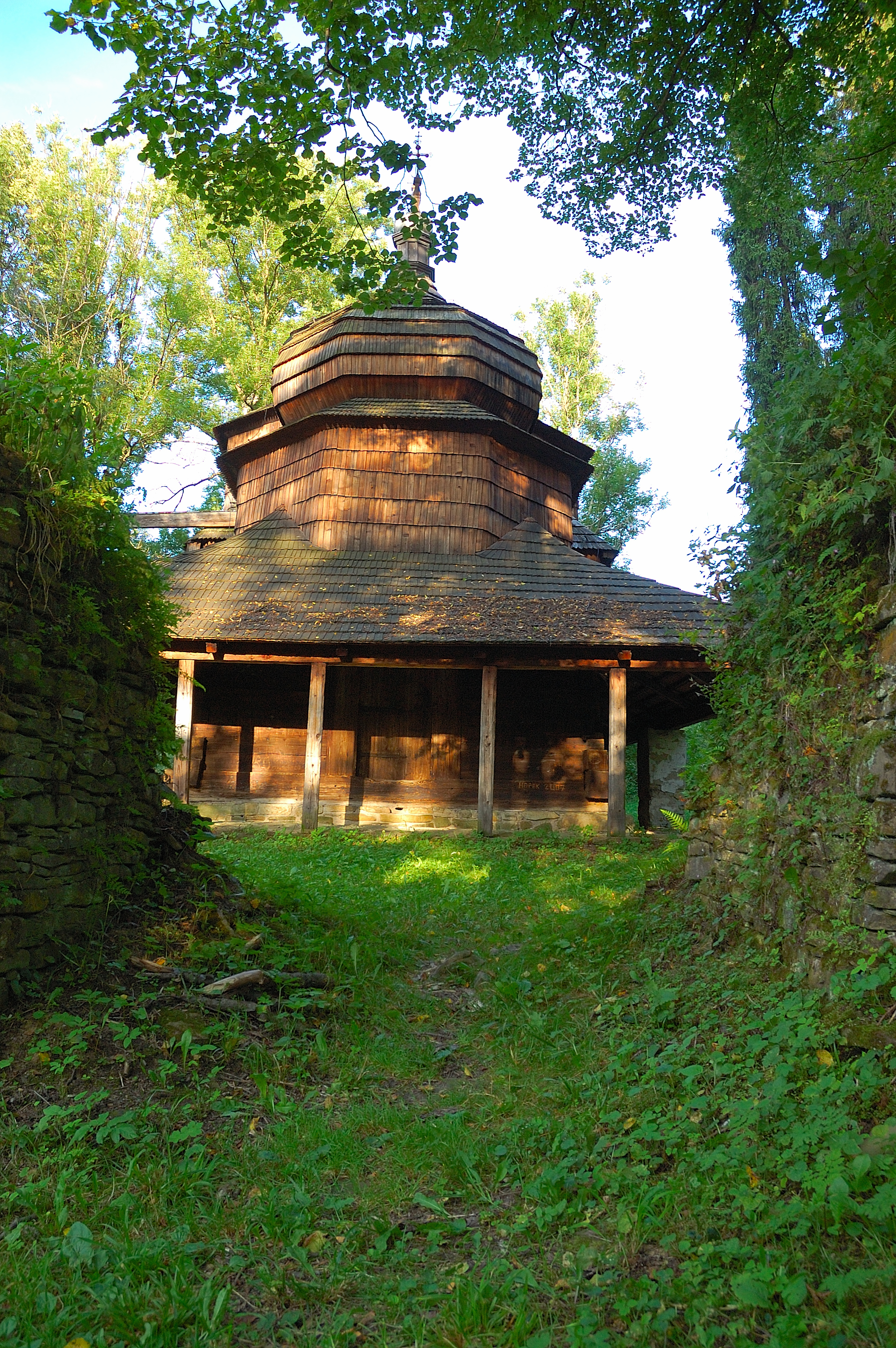
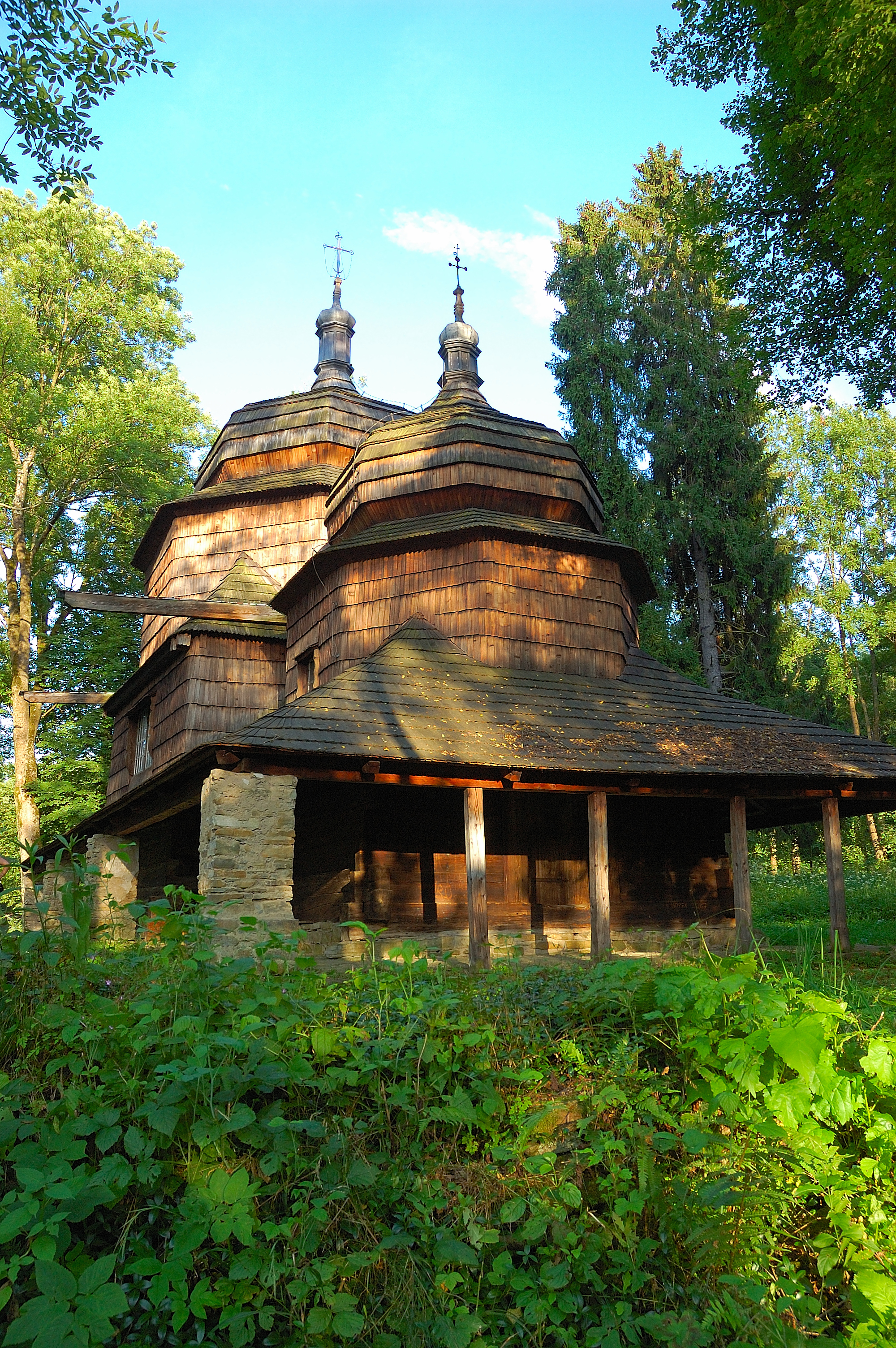
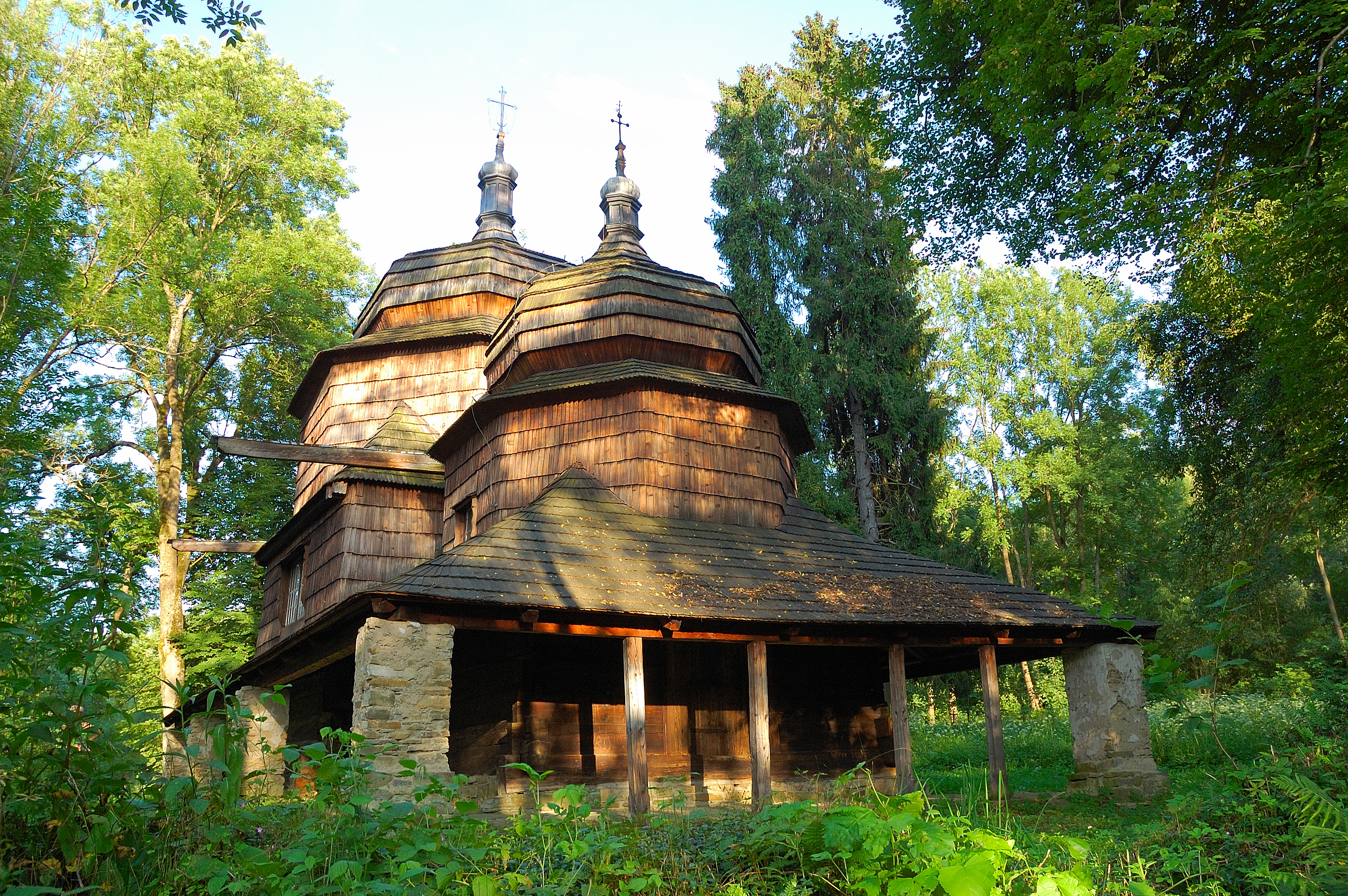
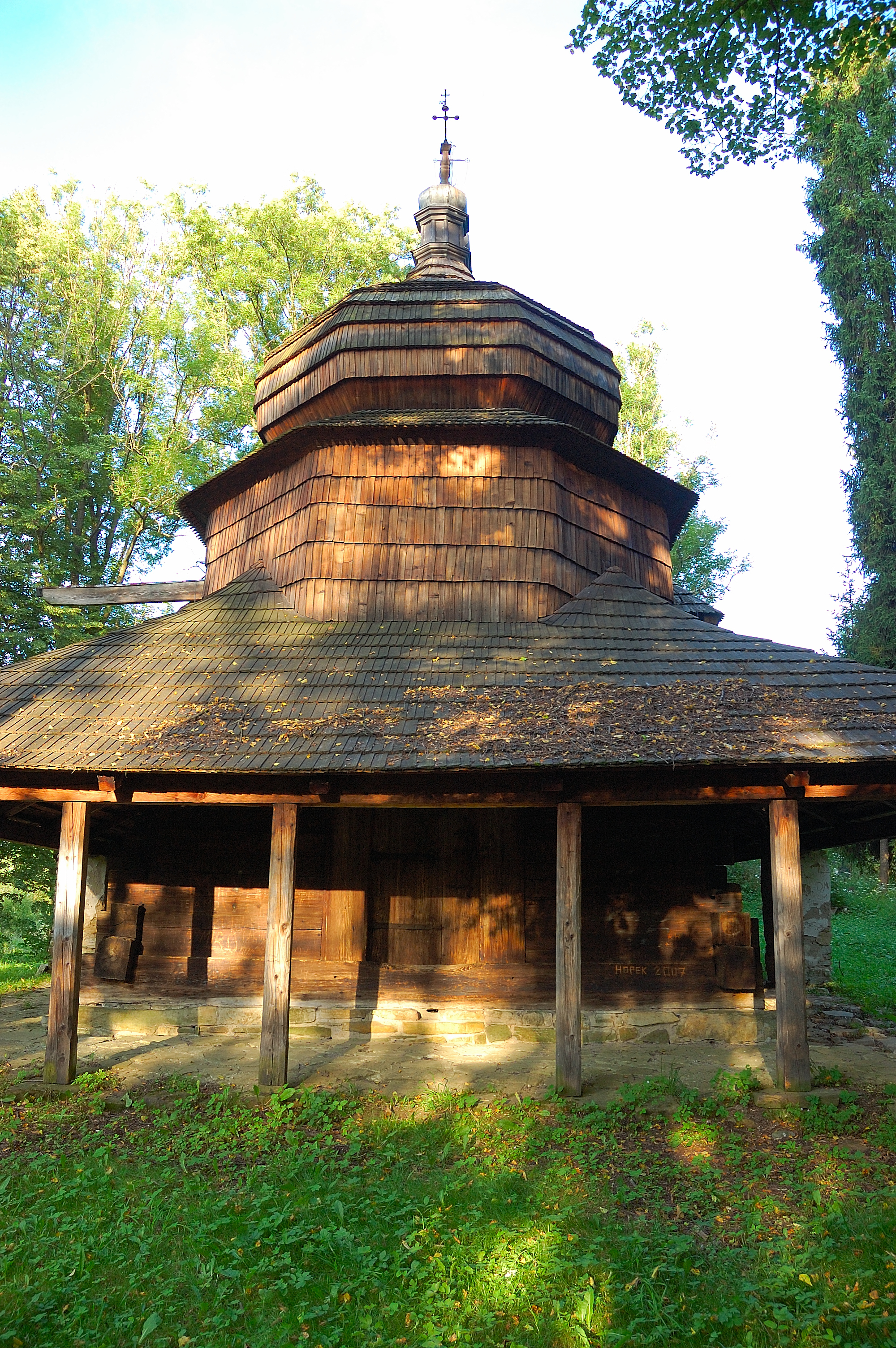
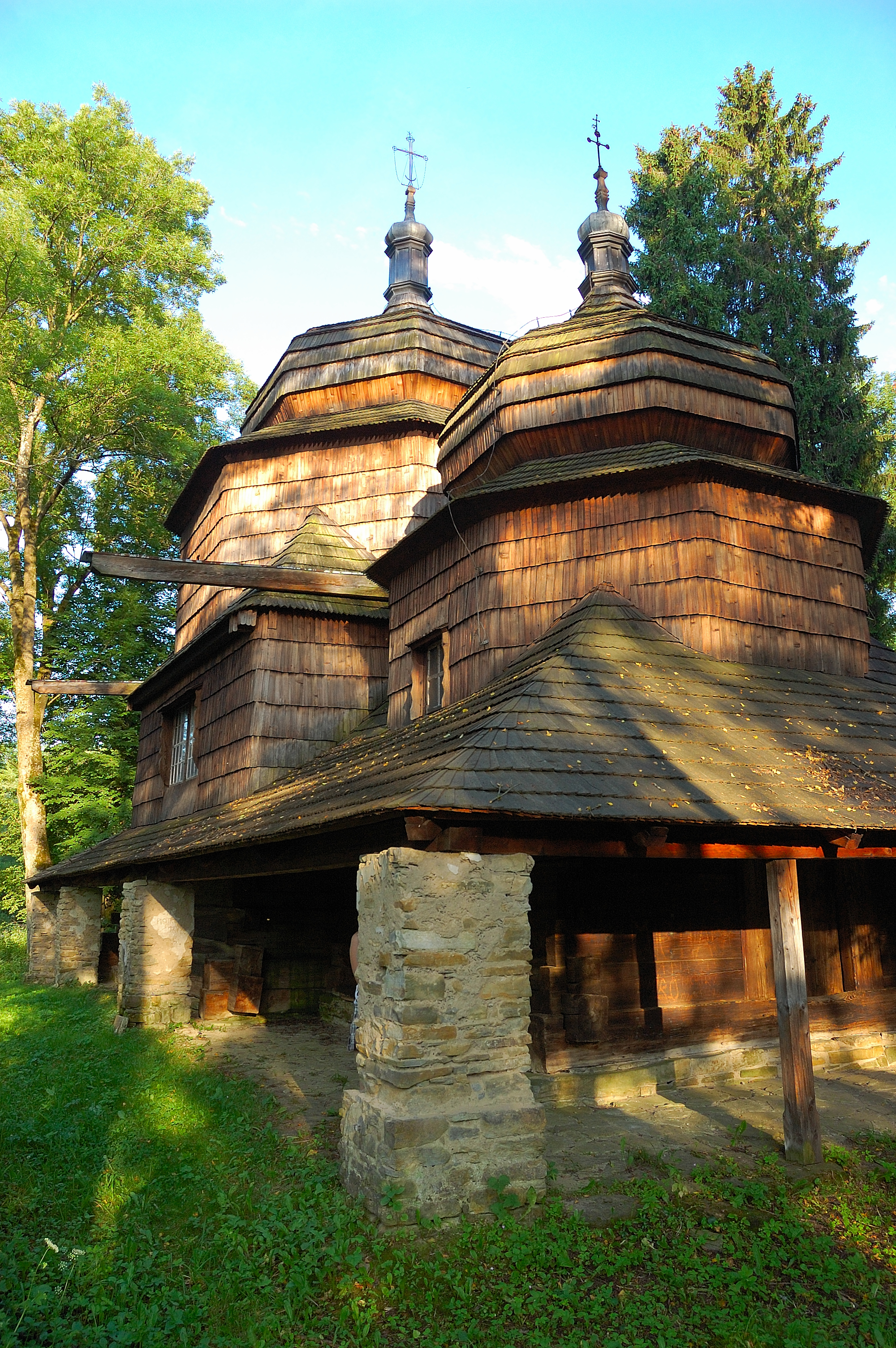
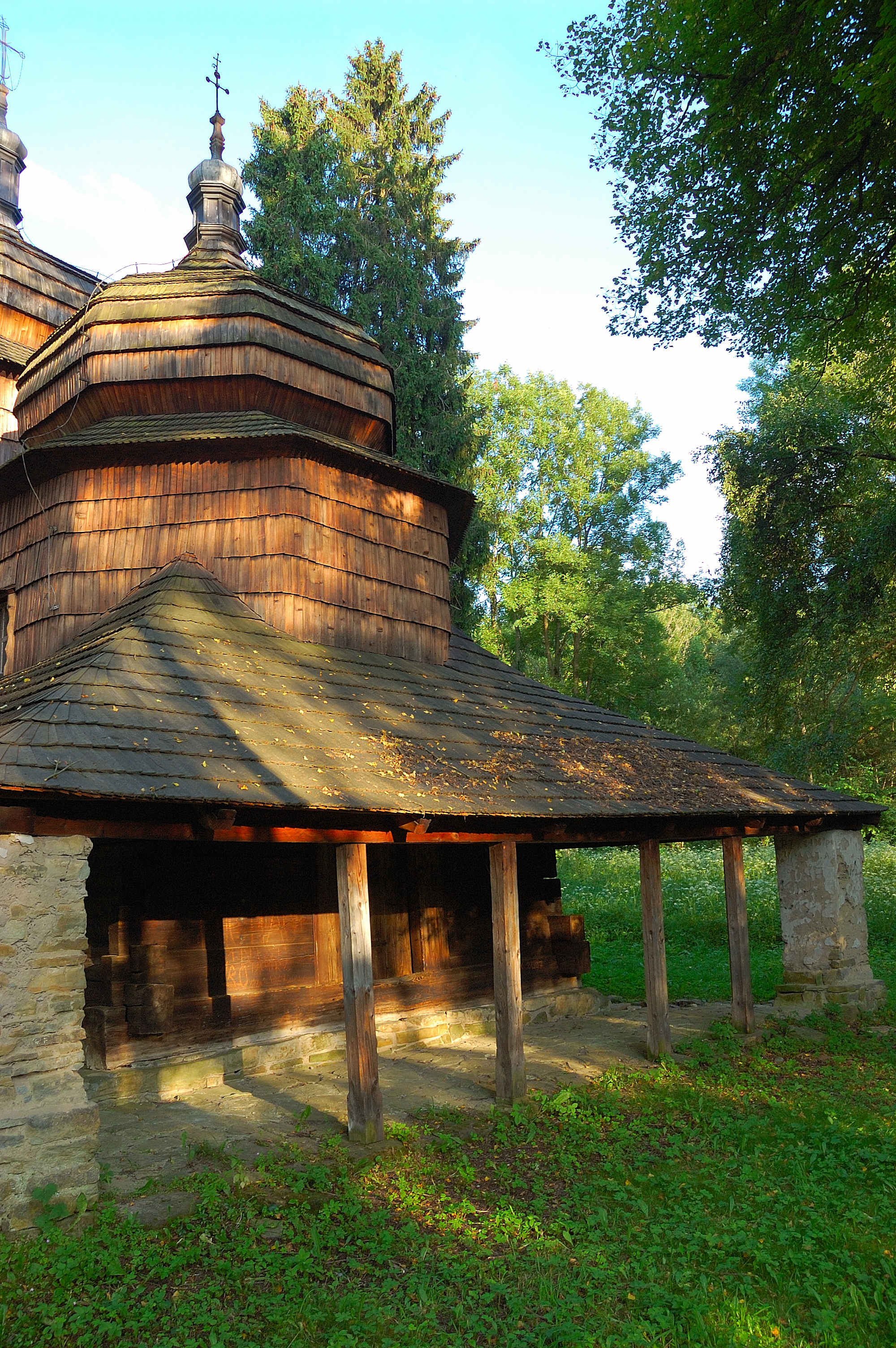
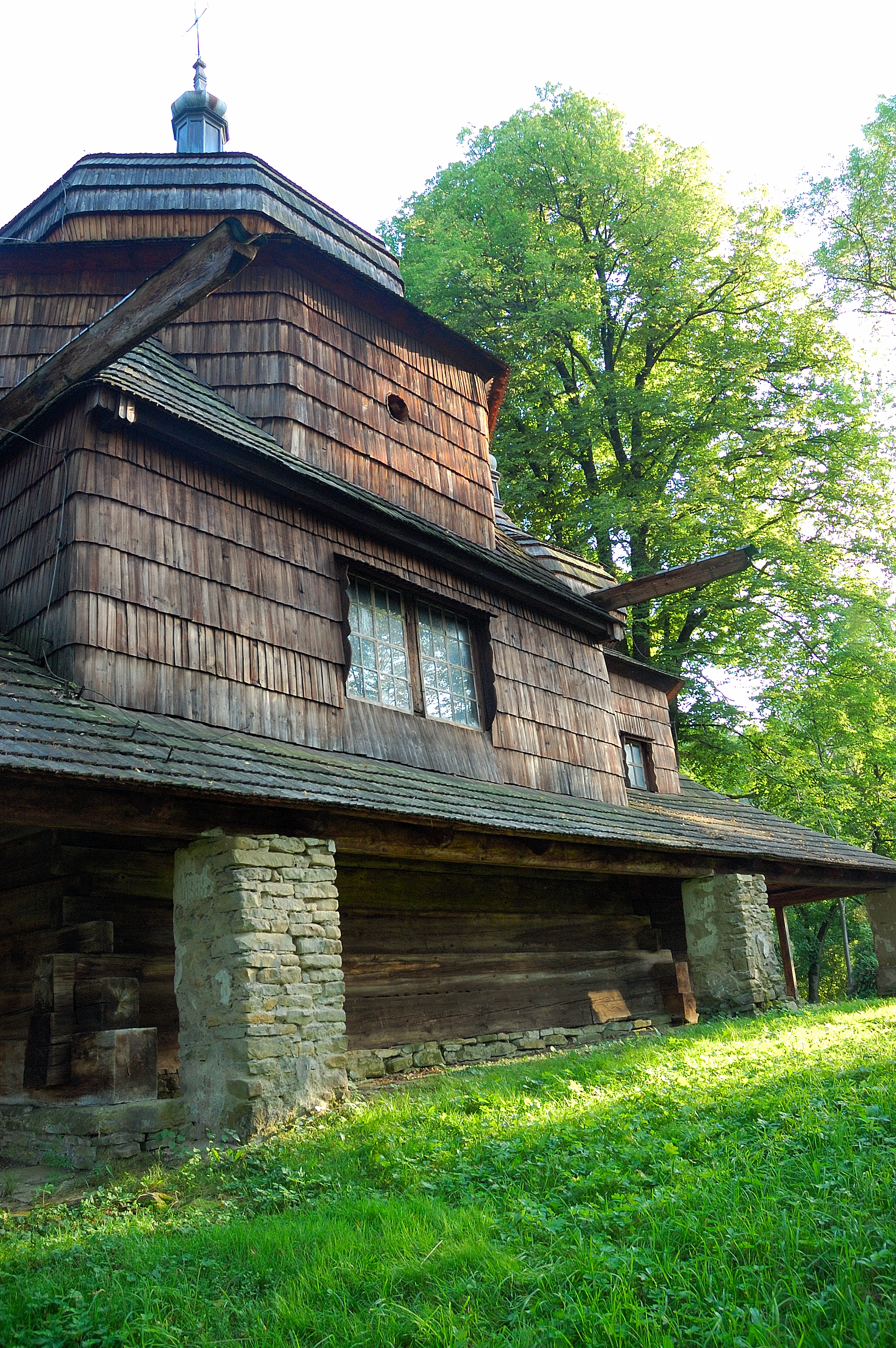
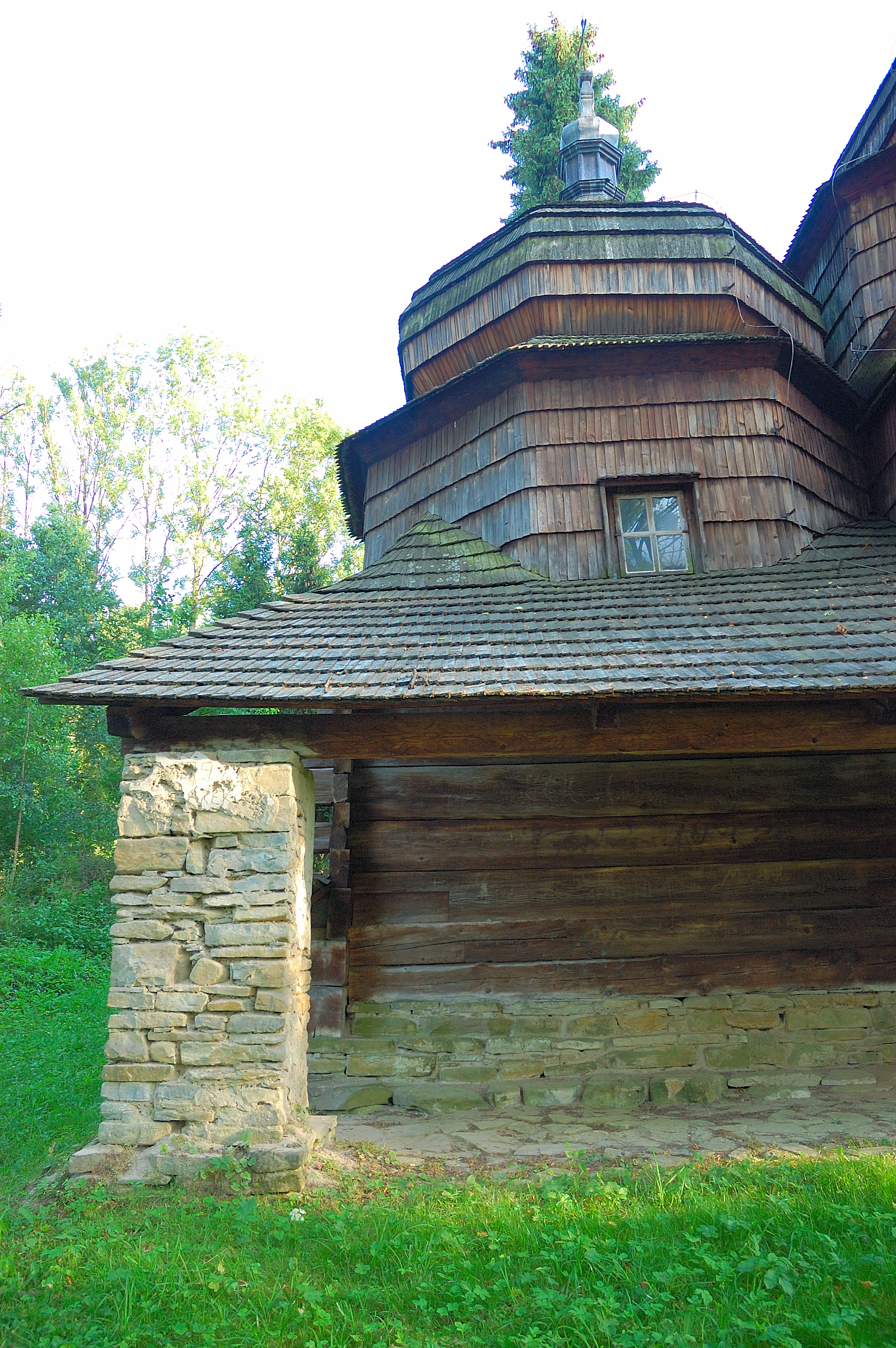
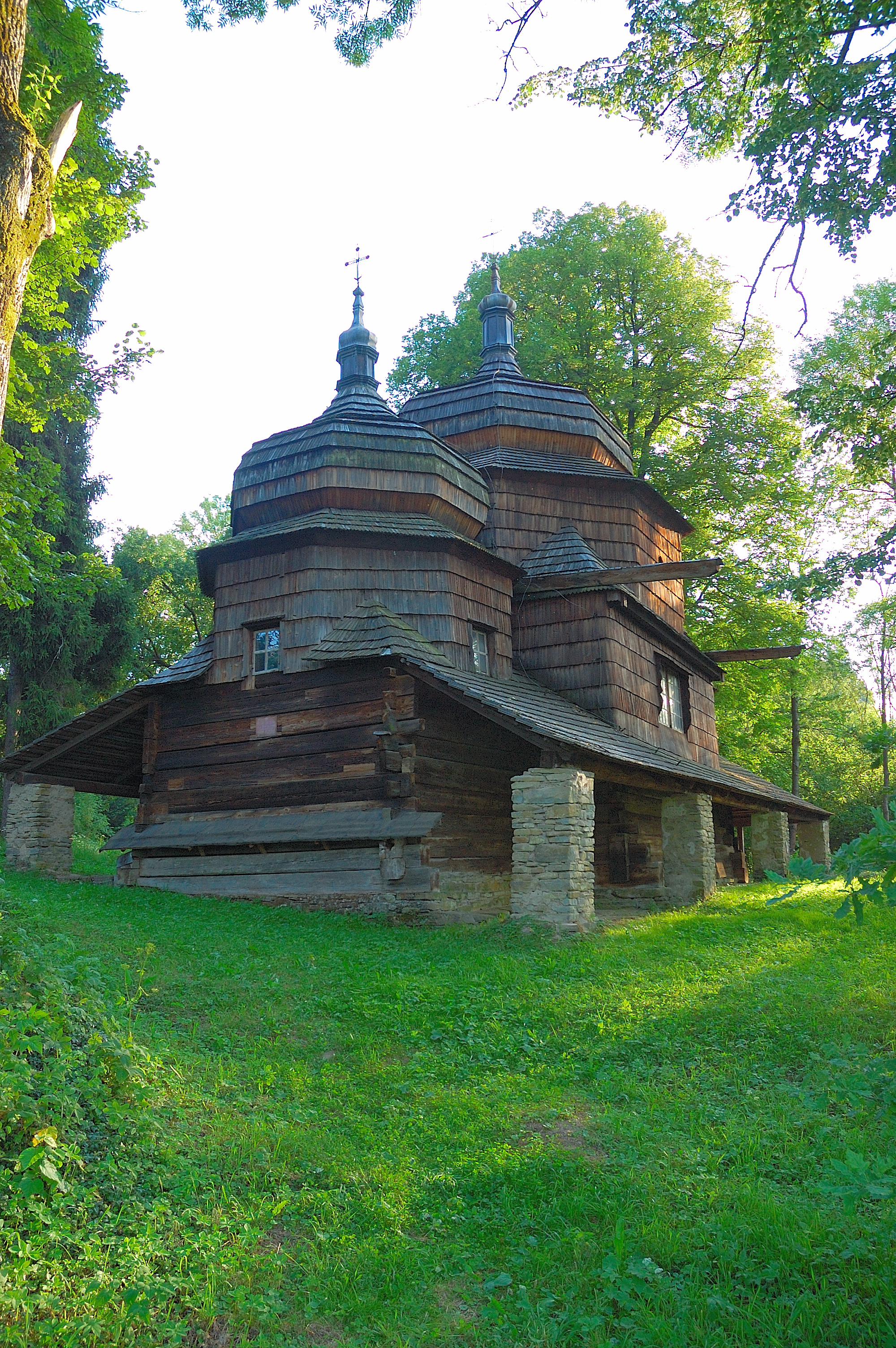
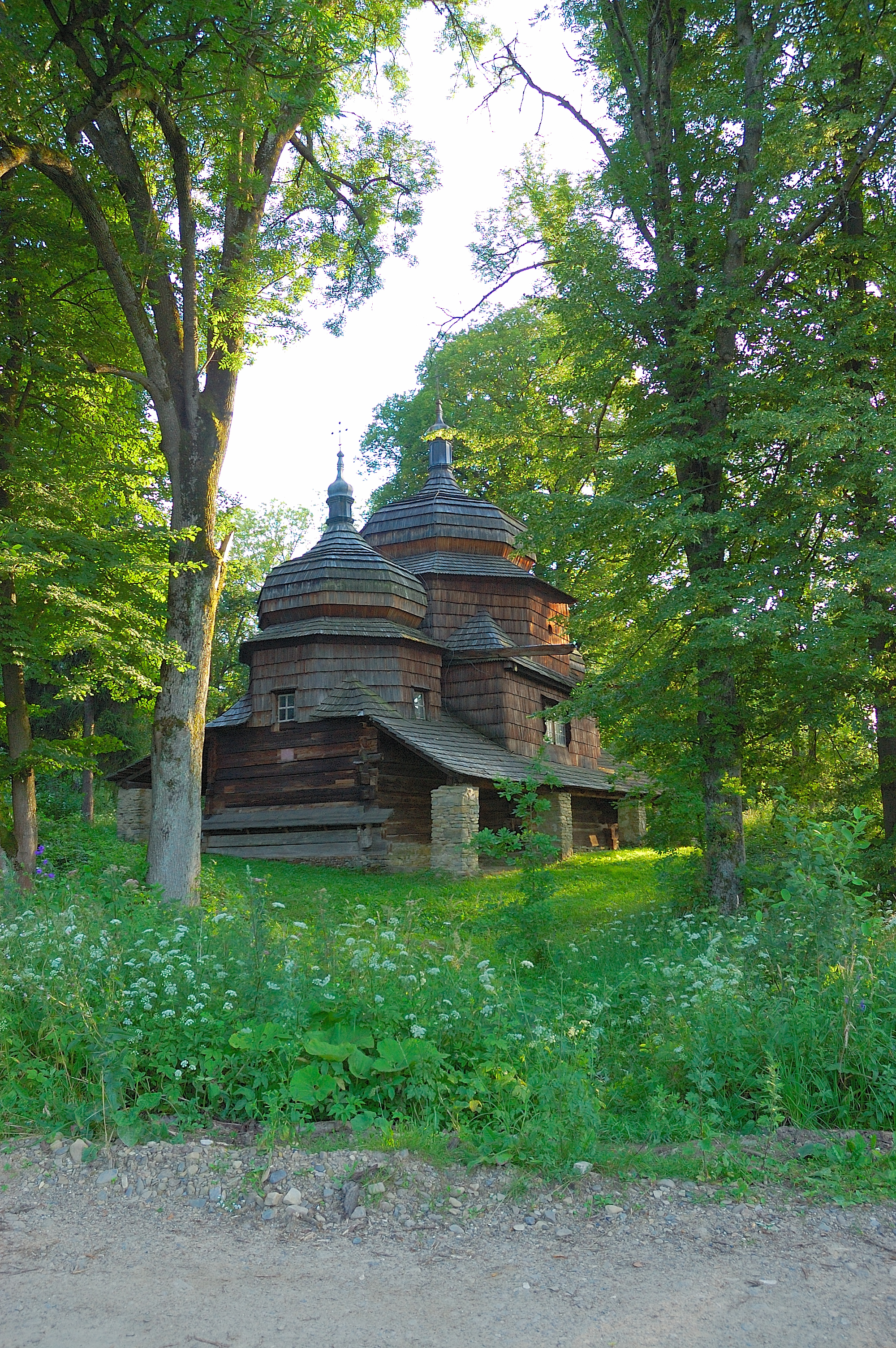
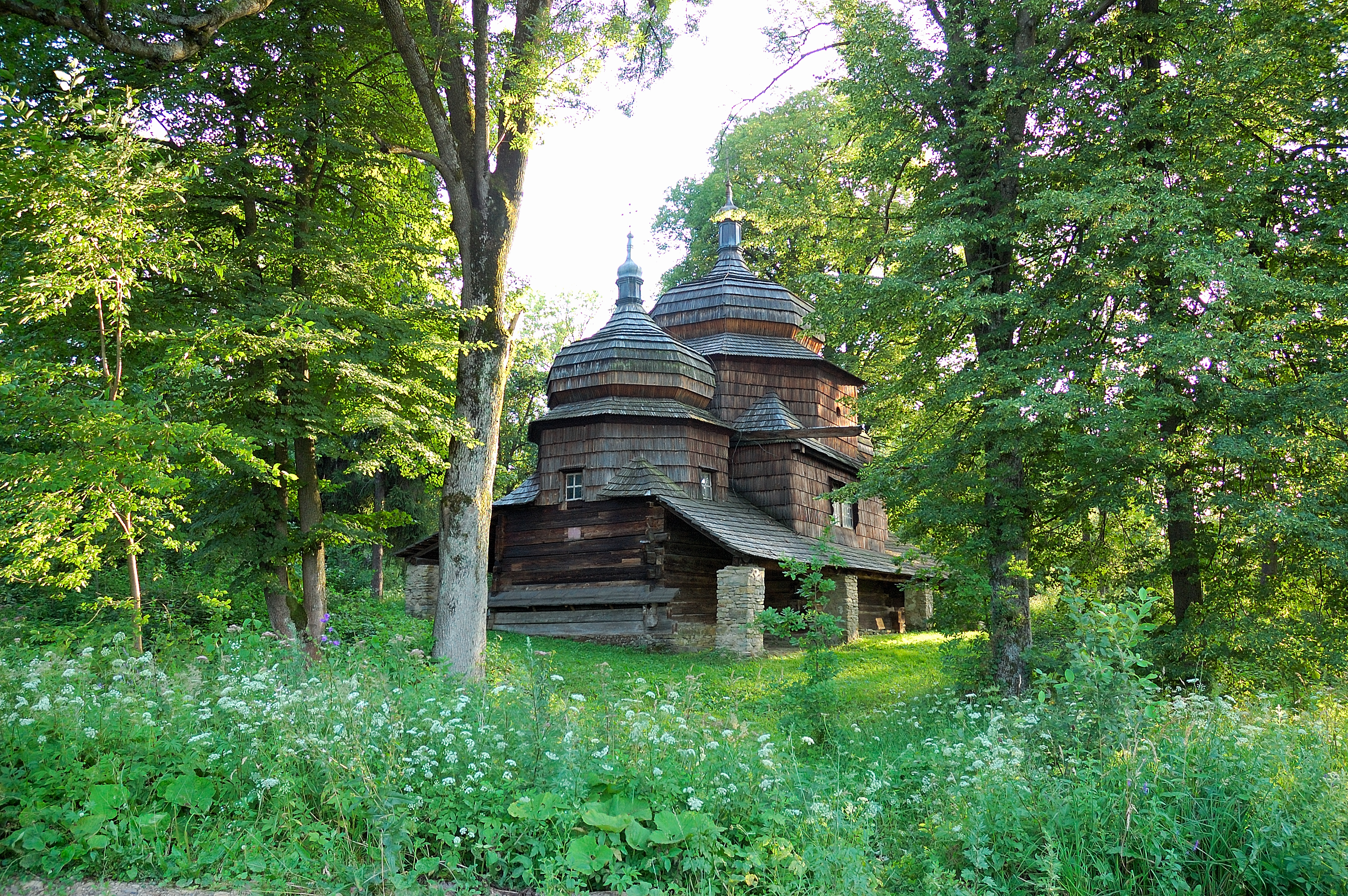
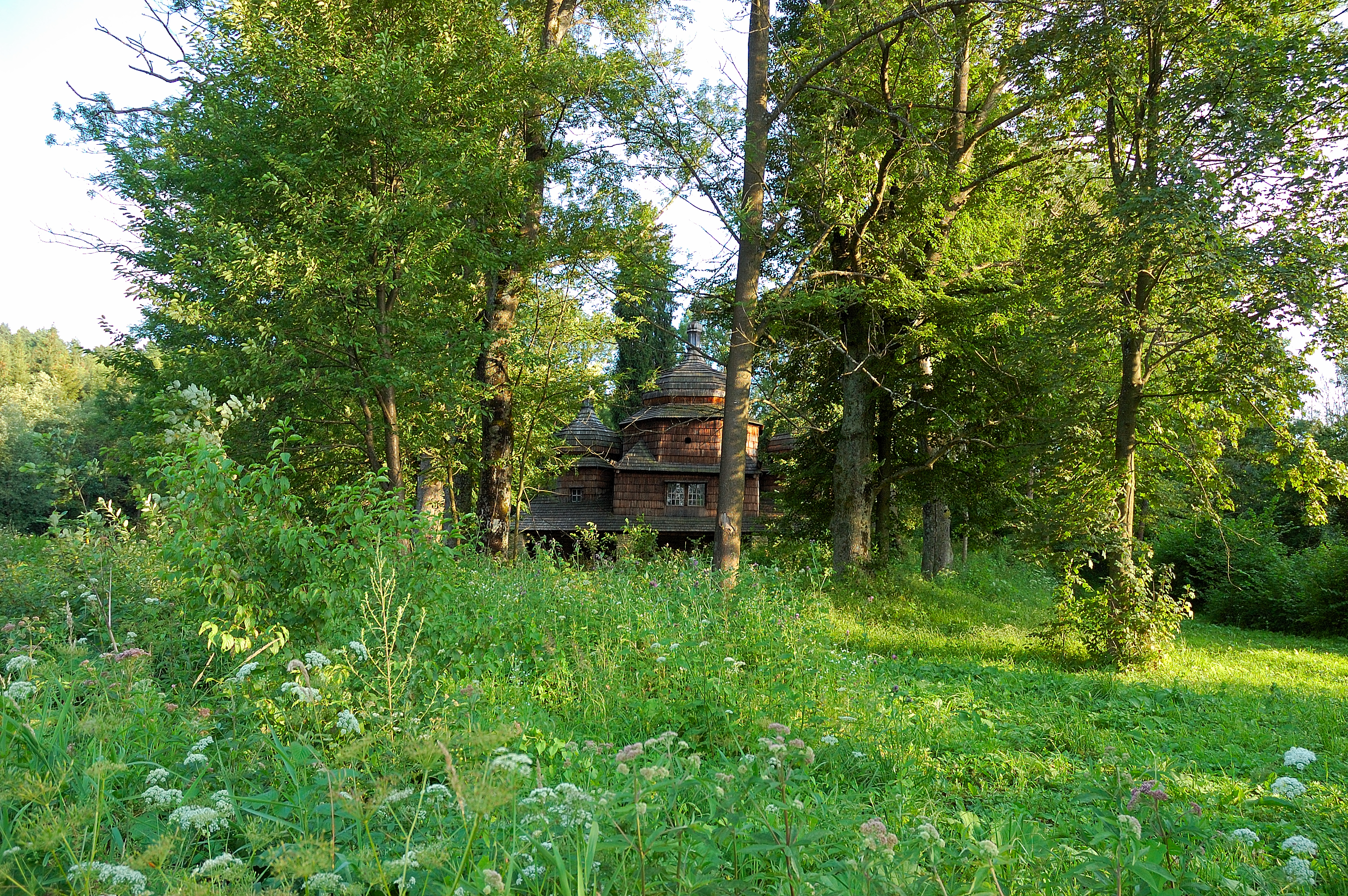
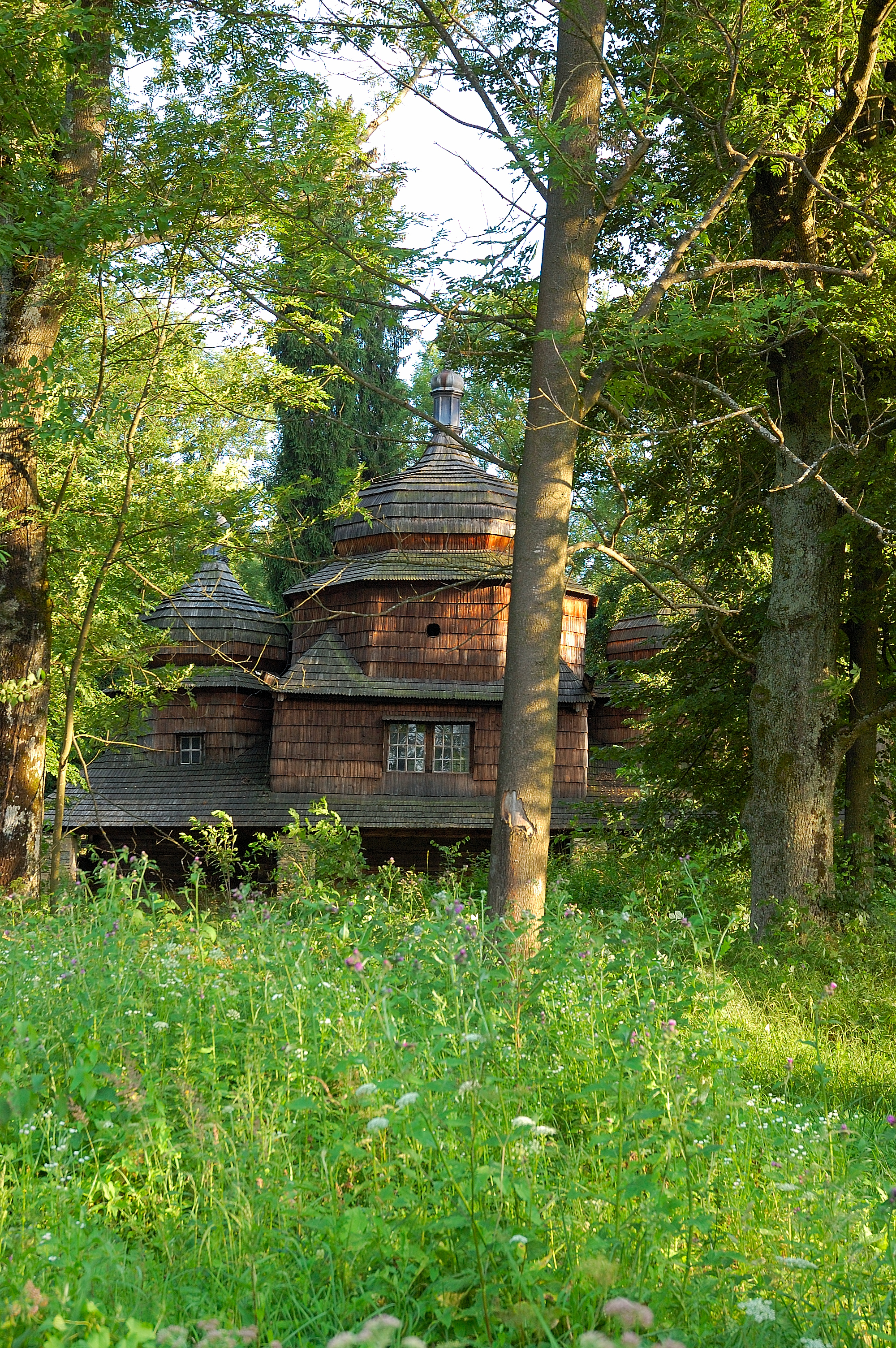
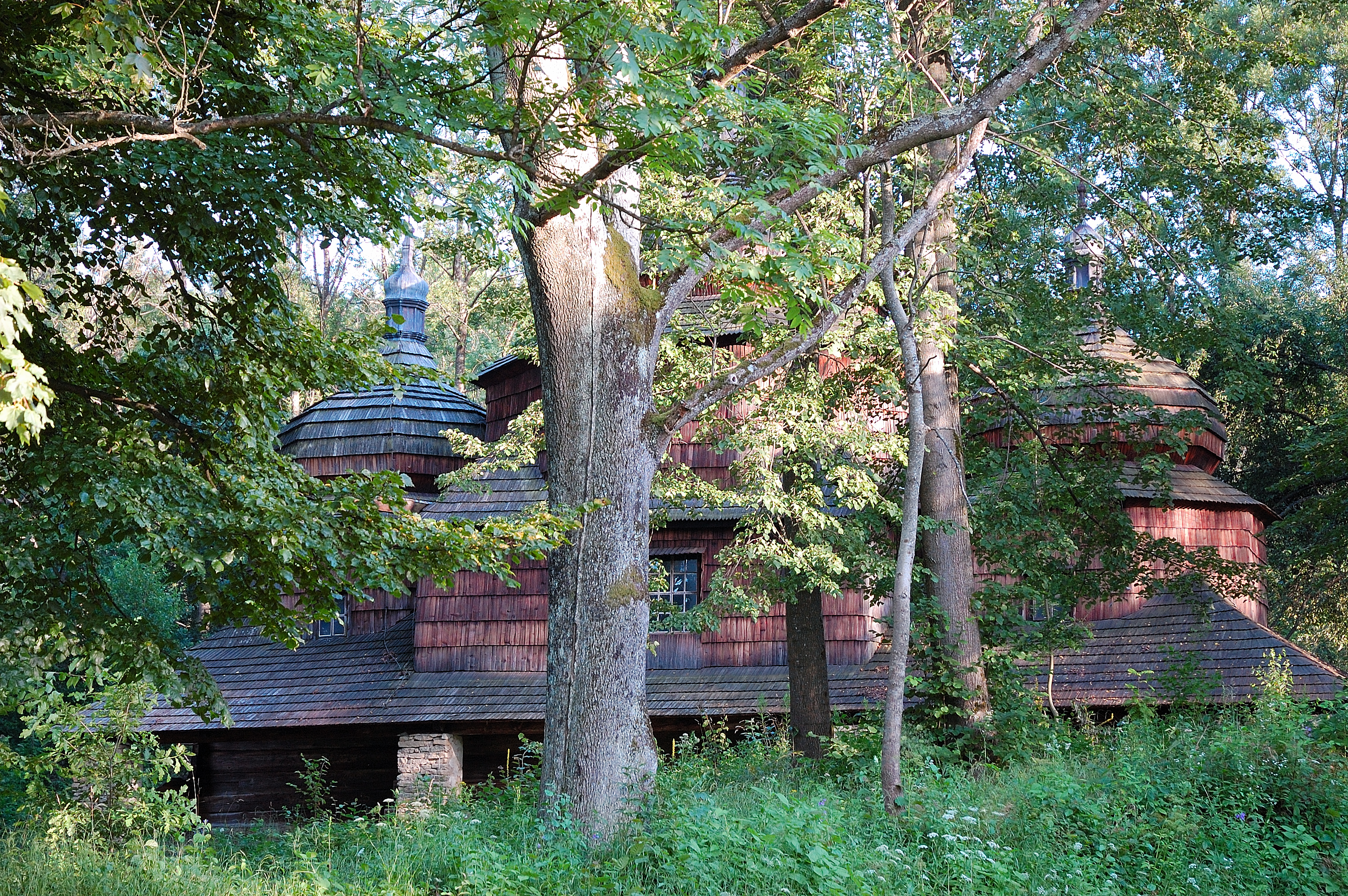